# Премия правительства Удмуртской Республики за выдающиеся достижения в труде
Пре́мия Прави́тельства Удму́ртской Респу́блики за выдаю́щиеся достиже́ния в труде́ — государственная награда Удмуртии, присуждаемая Правительством Удмуртской республики за выдающиеся достижения области производительности труда и эффективности производства.

## История
Премия учреждена Постановление Правительства Удмуртской Республики от 27 октября 1997 года (3 премии ежегодно), упразднена в 2001 году. В области промышленности, строительства и аграрно-промышленного комплекса премии присуждались коллективам и гражданам за достижение наивысших показателей в производственной деятельности по итогам истекшего и 9 месяцев текущего года, в отраслях социальной сферы — за выдающиеся результаты профессиональной деятельности в течение не менее 2 лет к моменту выдвижения на соискание премии.
Кандидатуры выдвигались министерствами и ведомствами Удмуртской Республики и принимались Советом по премиям Правительства Удмуртской Республики ежегодно до 1 сентября в отраслях социальной сферы и до 1 октября в области промышленности, строительства и аграрно-промышленного комплекса.

## Лауреаты премии правительства Удмуртской Республики за выдающиеся достижения в труде[1]
| Лауреаты премии правительства Удмуртской Республики за выдающиеся достижения в труде | Лауреаты премии правительства Удмуртской Республики за выдающиеся достижения в труде | Лауреаты премии правительства Удмуртской Республики за выдающиеся достижения в труде |
| ------------------------------------------------------------------------------------ | --- | --- |
| Год                                                                                  | Лауреат | Достижение |
| 1997                                                                                 | Трудовой коллектив детского дома № 3 г. Глазова | За успехи, достигнутые в обучении и воспитании учащихся |
| 1997                                                                                 | Авторский коллектив УдГУ (Барсуков А. К., Панин А. Н., Нестерова О. Ю., Ушнурцева С. А., Лапин К. А., Кузнецов А. И., Обухов В. А.), Главное управления ветеринарии Удмуртии (Бурдов Г. Н.), ИжГСХА (Марасинская Е. И.), совхоза «Восточный» Завьяловского района (Гараев И. М .) | За работу «Разработка технологии производства и освоение промышленного выпуска иммуноглобулиновых препаратов нового поколения» |
| 1997                                                                                 | Авторский коллектив ОАО «Удмуртнефть» (Кудинов В. И., Богомольный Е. И., Шайхутдинов Р. Т., Дацик М. И., Шмелёв В. А., Сучков Б. М., Савельев В. А., Пьянзин Г. И. (посмертно), Галикеев И. А., Афанасьев С. В.)                                                                  | За работу «Создание и промышленное внедрение техники и технологии горизонтального бурения для разработки сложно построенных нефтяных месторождений Удмуртской Республики»                                                                                           |
| 1998                                                                                 | Научно-практический коллектив республиканского медицинского центра информации и статистики Министерства здравоохранения Удмуртской Республики (Савельев В. Н., Гасников В. К., Обухова Л. Н., Наговицына Н. С., Хоченкова И. Н., Блохин Ю. Г.)                                    | За создание и широкое внедрение в практику компьютерных технологий информатизации здравоохранения на основе соответствующих целевых республиканских программ |
| 1998                                                                                 | Коллектив государственного предприятия «Ижевский электро-механический завод» | За достигнутые успехи в производственной, экономической и финансовой деятельности |
| 1998                                                                                 | Коллектив ЗАО «Сарапульский мясокомбинат» | За высокие показатели по переработке сельско-хозяйственного сырья и производству высококачественной мясной продукции |
| 1999                                                                                 | Коллектив авторов книги «Леса Удмуртии» (Баранова О. Г., Буераков Н. Я., Зубцовский Н. Е., Григорьев А. К., Меньшиков A. Г., Полозов М. Б., Туганаев В. В., Тычинин B. А., Яковлев О. Г.)                                                                                         | За создание книги «Леса Удмуртии» |
| 1999                                                                                 | Авторский коллектив специалистов ОАО «Буммаш» и ОАО «НИИМТ» (Жебровский В. В., Гурков Д. М., Ощепков В. Ф., Пехота A. В., Шашлова А. Н., Асямолов Н. К., Гапеев О. Л., Жуков А. П., Мурадян О. С., Савин B. А., Исаев В. Л., Дьяков С. И., Крут Ю. М.)                            | За создание и освоение комплекса оборудования для внепечного рафинирования стали низкотемпературной плазмой и на его основе ресурсосберегающих технологий и конкурентоспособной металлопродукции для нефтяной, пищевой и машиностроительной отраслей промышленности |
| 1999                                                                                 | Авторский коллектив ОАО «Чепецкий механический завод» (Анисимов Н. П., Белоусов А. Л., Вершинин А. В., Возисов В. М., Мацко С. И., Толкачёв А. Н., Тупицын А. В., Ушаков Н. С., Филиппов В. Б., Чащин А. В.)                                                                      | За работу «Разработка технических решений и практическое проведение реконструкций ТЭЦ-1 г. Глазов на основе газификации и модернизации основного оборудования» |
| 1999                                                                                 | Коллектив сельско-хозяйственного производственного кооператива «Чутырский» Игринского района | За успехи в комплексном развитии и высокие достижения в животноводстве |
| 2000                                                                                 | Авторский коллектив учебно-методического комплекса по географии Удмуртской Республики (Козлова Н. Т., Рысин И. И., Успенская В. М., Кузнецов М. Ф., Русских Э. М., Илларионов А. Г., Осипов А. К., Кибардин М. М.)                                                                | |
| 2000                                                                                 | Коллектив Симфонического оркестра Министерства культуры Удмуртской Республики | За деятельность оркестра по пропаганде и приобщению населения республики к мировой культуре, создание концертных программ последних лет |
| 2000                                                                                 | Творческий коллектив ОАО «Завод бытовой техники» (Газизулин З. К., Шустов В. А., Айзенберг Л. Я., Проводников А. Л., Горелкин И. В., Филонов В. П., Пилин В. А., Сосунов В. Г., Лубков А. В., Власова Л. М., Лазарева Е. А.)                                                      | За освоение и постановку на массовое производство электро-механического корректора фар для всех видов легковых и грузовых автомобилей отечественного производства                                                                                                   |
| 2000                                                                                 | Коллектив предприятия ОАО «Свет» | За достижение наивысших показателей в производственной деятельности |